# Mario Guerrero (beisbolista)
Mario Miguel Guerrero Abud (Santo Domingo, 28 de septiembre de 1949-2 de julio de 2023)) fue un shortstop dominicano que jugó en las Grandes Ligas de Béisbol para cuatro equipos en una carrera de ocho años desde 1973 hasta 1980.
Guerrero firmó con los Yanquis de Nueva York como amateur en 1968. Después de casi cinco temporadas en su campo de entrenamiento, fue enviado a los Medias Rojas de Boston el 30 de junio de 1972 como el jugador a ser nombrado más adelante en la transacción del futuro ganador del Cy Young Sparky Lyle a los Yankees. Guerrero realizó el spring training de los Medias Rojas de 1973, y ganó el trabajo de campo corto como titular por encima de Rick Burleson.
Durante la temporada baja, Guerrero fue cambiado a los Cardenales de San Luis por el lanzador Jim  Willoughby. Se separó del equipo en 1975 y se unió a su filial de Triple A, Tulsa Oilers donde bateo .239 en 64 juegos a nivel de Grandes Ligas. Fue asignado a Tulsa en 1976 cuando fue cambiado a los Angelinos de California por dos jugadores de ligas menores.
Firmó como agente libre con los Gigantes de San Francisco tras la temporada de 1977 sólo para ser empaquetado para negociarlo a los Atléticos de Oakland por Vida Blue durante el spring training de 1978. Jugó tres temporadas en Oakland antes de que su contrato fuera adquirido por los Marineros de Seattle. Se retiró después de que los Marineros los dejaran en libertad durante el spring training de 1981. En 1989, Guerrero jugó para los Winter Haven Super Sox Senior de  la Senior Professional Baseball Association (Asociación de Béisbol Profesional). Bateó para .315 en 15 juegos.
Su hermano Epy Guerrero fue entrenador de los Azulejos de Toronto. Mientras trabajaba como buscón (cazatalentos) en la República Dominicana, Guerrero demandó a Raúl Mondesí por el 1% de su salario. Terminó ganando una sentencia de $640.000.